# Zwaar verliefd! 2
Zwaar verliefd! 2 is een Nederlandse romantische komedie uit 2021 met Barbara Sloesen en Jim Bakkum in de hoofdrol. De film werd geregisseerd door Marc Willard en is een vervolg op Zwaar verliefd! uit 2018.

## Verhaal
In de eerste film worden Isa en Ruben verliefd op elkaar. In deze film wonen Isa en Ruben inmiddels samen en zijn ze terecht gekomen in een dagelijkse sleur. Ondanks dat de twee nog steeds verliefd op elkaar zijn krijgt Isa een oogje op haar nieuwe collega, waardoor Isa haar liefde op de proef wordt gesteld. Ondertussen krijgt Ruben een zéér aantrekkelijke timmerklus aangeboden, bij zijn ex Marleen.

## Rolverdeling
| acteur                | personage     |
| --------------------- | ------------- |
| Barbara Sloesen       | Isa           |
| Jim Bakkum            | Ruben         |
| Frederik Brom         | Hugo          |
| Sarah Chronis         | Marleen       |
| Abbey Hoes            | Tamara        |
| Liza Sips             | Floor         |
| Jamie Grant           | Daphne        |
| Pim Wessels           | Robin         |
| Rienus Krul           | Dicky         |
| Soy Kroon             | Stijn         |
| Christopher Parren    | Mas           |
| Gürkan Küçüksentürk   | Atal          |
| Eva Damen             | Alma          |
| Christine van Stralen | Poekie's baas |

## Achtergrond
In juni 2019 maakte producent Dutch FilmWorks bekend met een vervolg te komen op de film Zwaar verliefd! uit 2018. De film is deels gebaseerd op het boek Zwaar beproefd! van Chantal van Gastel. De opnames van de film gingen in het voorjaar van 2020 van start, om vervolgens vroegtijdig in maart 2020 weer te stoppen in verband met de coronapandemie.
Op 13 juli 2021 werd de film bekroond met de Gouden Film voor het behalen van 100.000 bezoekers.